# Матис, Борис
Бори́с Мати́с (фр. Boris Mathis; 15 августа 1997, Брон, Овернь — Рона — Альпы, Франция) — французский футболист. Выступает на позиции центрального нападающего. Игрок клуба «Шалон».

## Клубная карьера
Борис Матис — воспитанник футбольного клуба «Олимпик Лион». В 2015 году перешёл в футбольный клуб «Мец», в основном составе которого дебютировал 5 апреля 2017 года как раз в поединке против «Олимпика». Спустя три дня принял участие в ещё одном матче «Меца» в чемпионате Франции против «Бордо». Обе игры завершились поражениями «Меца» со счётом 0:3. Больше на поле в основном составе «Меца» в сезоне 2016/17 игрок не выходил.
5 июля 2017 года стало известно, что Матис перешёл в английский «Эвертон», с которым подписал контракт на 2 года.
30 января 2018 года на правах аренды до конца сезона 2017/18 перешёл в клуб «Нортгемптон Таун».

## Статистика выступлений

### Клубная
| Выступление        | Выступление      | Выступление      | Лига | Лига | Кубки | Кубки | Еврокубки | Еврокубки | Прочие | Прочие | Итого | Итого |
| Клуб               | Лига             | Сезон            | Игры | Голы | Игры  | Голы  | Игры      | Голы      | Игры   | Голы   | Игры  | Голы  |
| ------------------ | ---------------- | ---------------- | ---- | ---- | ----- | ----- | --------- | --------- | ------ | ------ | ----- | ----- |
| Мец                | Лига 1           | 2016/17          | 2    | 0    | 0     | 0     | 0         | 0         | 0      | 0      | 2     | 0     |
| Мец                | Итого            | Итого            | 2    | 0    | 0     | 0     | 0         | 0         | 0      | 0      | 2     | 0     |
| Эвертон            | Премьер-лига     | 2017/18          | 0    | 0    | 0     | 0     | 0         | 0         | 0      | 0      | 0     | 0     |
| Эвертон            | Премьер-лига     | 2018/19          | 0    | 0    | 0     | 0     | 0         | 0         | 0      | 0      | 0     | 0     |
| Эвертон            | Итого            | Итого            | 0    | 0    | 0     | 0     | 0         | 0         | 0      | 0      | 0     | 0     |
| → Нортгемптон Таун | Лига 1           | 2017/18          | 5    | 0    | 0     | 0     | 0         | 0         | 0      | 0      | 5     | 0     |
| → Нортгемптон Таун | Итого            | Итого            | 5    | 0    | 0     | 0     | 0         | 0         | 0      | 0      | 5     | 0     |
| Всего за карьеру   | Всего за карьеру | Всего за карьеру | 7    | 0    | 0     | 0     | 0         | 0         | 0      | 0      | 7     | 0     |